# طية هيكلية
الطي الهيكلي هو خاصية للشبكة بحيث أنه يعمل على تكوين مجموعة متماسكة تتداخل عضويتها مع مجموعة متماسكة أخرى. تعود هذه الفكرة إلى صاحبها جورج سيميل بحيث أنها تنص على أن الفردية نفسها قد تكون نتاج تقاطع فريد من دوائر الشبكة.
يشار دائماً بأن الشركات الناجحة تتجمع غالبًا في مجموعات مترابطة ومتماسكة، بحيث أنها تقلل الحواجز بزرع الثقة بين أعضاء المجموعة وتحد من تكلفة المعاملات من خلال توفير أساس للثقة والتنسيق بين الشركات. العلاقات المتماسكة تُمكّن الشركات أيضًا من تنفيذ مشاريع تتجاوز طاقتها وتُساعدها في مواجهة عدم اليقين الكبير
ومع ذلك، يشير منطق آخر بحيث أنه ينص على أن مجموعات الأعمال قد تتخلى عن الكثافة العالية داخل المجموعة في سبيل الحفاظ على بعض العلاقات الأضعف مع الشركات الأخرى خارج المجموعة. وبهذه الطريقة، يتم اعطاء فرصة بحيث يكون هنالك مجال للشركات أن تقلل من الروابط الزائدة وتشكل روابط بعيدة المدى لشركات أخرى يمكنها تقديم معلومات جديدة لها. يعتمد هذا المنطق على افتراض أن إستراتيجية الحفاظ على التماسك داخل المجموعة غير قادرة على التكيف لأنها تخاطر بحبس الشركات في النجاح والإستراتيجيات المبكرة، والتي في غياب معلومات جديدة يمكن أن تصبح ضارة بسهولة في بيئة عمل سريعة التغير.
وتتمثل الإستراتيجية الثالثة والمختلفة في الجمع بين فوائد الاثنين السابقين. ويمكن ان تسمي هذه الحلول اما «الإغلاق والوساطة» أو «التماسك والتواصل»، وفوائد دمج هذه السمات المميزة للشبكة مشتركه بينها، وخاصه بالنسبة لتنظيم المشاريع. وتستفيد الجهات الفاعلة في طيات هيكليه مطوية من الروابط المتماسكة والكثيفة التي توفر إلمام بعمليات أعضاء مجموعتهم. ومع ذلك، بما انهم جزء يتكون من أكثر من مجموعه واحده، يمكنهم أيضا الوصول إلى معلومات مختلفه. هذا المزيج والتنوع يسهل الابتكار والنجاح من خلال اعاده تجميع الموارد.

## التلاحم البيني
التلاحم البيني: هو هيكل شبكه مميز شيد من مجموعات متداخلة ومتماسكة. ويتوقف ذلك علي المبدا النظري القائل بان هياكل المجموعات المتماسكة ليست حصريه بالضرورة، ولكن هياكل الشبكات يمكن ان تكون متماسكة ومتداخلة. تنبع هذه الفكرة من جورج سيميل، الذي جادل في إحدى أعماله بأن الشخص غالبا ما يكون عضوا في أكثر من مجموعه متماسكة واحده في نفس الوقت، وأن هذه العضويات الجماعية المتعددة هي جزء من تفرد الشخص واندماجه الاجتماعي. التالي، فان الربط البيني يشير إلى هياكل متماسكة من التغلغل المتبادل، في حين ان موقع الشبكة المميزة الذي يؤدي إلى التقاطع هو طية هيكليه.

## الابتكار
ونظرا لان الجهات الفاعلة في الطيات الهيكلية يمكن اعتبارها عوامل داخلية متعددة، تستفيد من كل من الاتصالات المترابطة الكثيفة التي توفر الفه مع عمليات الأعضاء في مجموعتهم ومن الوصول إلى المعلومات غير الضرورية، يعتقد انها تكون في وضع أفضل للابتكار والنجاح الخلاق. واستنادا إلى فهم شومبيتر للمصطلح، فان مفهوم ريادة الأعمال ينظر اليه علي انه إنتاج المعرفة من خلال أعاده الدمج، بدلا من مجرد استيراد أفكار جديده. التالي، تحتل الجهات الفاعلة في الطيات الهيكلية مكانه متميزة للابتكار والإبداع الناجح. فهي، من ناحية، جزء من مجموعه متماسكة توفر امكانيه الوصول المالوفه جدا إلى قواعد المعرفة والموارد الإنتاجيه، وهما أمران أساسيان لأعاده إدماج التوليف. ومن ناحية أخرى، لديهم أيضًا فرصة للتفاعل عبر مجموعات مختلفة والوصول إلى مجموعة متنوعة من المصادر، والتي تعتبر أيضًا مفتاحًا لإعادة التركيب المبتكر للموارد الموجودة بالفعل. وجد فيدرس وستارك (2010) في دراستهما بالفعل أن الهيكلية الهيكلية ساهمت في زيادة أداء مجموعات الأعمال.
وعلاوة علي ذلك، فان لريادة الأعمال أيضا خصائص ديناميكية علي طول البعد الزمني. كما لاحظ شومبيتر ريادة الأعمال يجلب أيضا علي طول ما يسمي التدمير الإبداعي. تطبيق لمصطلحات الشبكة التحليلية، يمكن للطي الهيكلية في الواقع زعزعه استقرار المجموعات كعضويه متداخلة يمكن ان يعطل التنسيق الجماعي والثقة المتبادلة. علي المستوي التجريبي، وجد انه في حاله الشركات الهنغارية، فان المجموعات ذات الطيات الهيكلية أكثر عرضه للتفتيت، وعندما تفعل ذلك فمن المرجح ان تنقسم إلى مجموعات أصغر
وقيل أيضا ان الطي الهيكلي يسهم أيضا في تحقيق النجاح الخلاق في حالة المنتجات الثقافية، ولا سيما عندما تكون المجموعات المتداخلة معرفيا بعيدة. أما بالنسبة للابتكار الإبداعي، تحتاج الفرق إلى مجموعه متنوعة من العناصر الاسلوبيه لأعاده البناء. في المجالات الثقافية، حيث تقوم الفرق بشكل دوري بجمع وحل وأعاده تجميع قاعده معارف الفريق في الخبرة السابقة لأعضاءه بطرق مختلفه. وتمتلك المجموعات المتنوعة معرفيا التي تعاني من التوتر بواسطة الطيات الهيكلية ذخيرة أكثر من العمل والقدرة علي أعاده صياغة المعارف. التالي، فان الطي الهيكلي يحسن من احتمالات النجاح الخلاق والابتكار من خلال زيادة امكانيه تجاوز الأشياء التي تؤخذ من المسلمات والتفكير بشكل أكثر انعكاسا. ولذلك، فان هياكل المجموعات المتماسكة معرفيا البعيدة ولكنها تتداخل بسبب الارتباك والغموض والتوترات التي تواجهها. 